# Planolocha autoptis
Planolocha autoptis là một loài bướm đêm trong họ Geometridae.